# Hockey Club Monza 1981-1982
Questa voce raccoglie le informazioni riguardanti l'Hockey Club Monza nelle competizioni ufficiali della stagione 1981-1982.

## Maglie e sponsor
Lo sponsor tecnico per la stagione 1981-1982 fu Adidas, mentre lo sponsor ufficiale fu la Pompe Vergani di Merate.
| 1ª divisa |

## Rosa
| N° | Naz.                  | Ruolo    | Sportivo             |  |  |  |
| -- | --------------------- | -------- | -------------------- |  |  |  |
|    | Italia (bandiera)     | Portiere | Adriano Biava        |  |  |  |
|    | Italia (bandiera)     | Esterno  | Antonio Casiraghi    |  |  |  |
|    | Italia (bandiera)     | Portiere | Gian Enrico Citterio |  |  |  |
|    | Italia (bandiera)     | Esterno  | Roberto Citterio     |  |  |  |
|    | Italia (bandiera)     | Esterno  | Sergio Franchi       |  |  |  |
|    | Italia (bandiera)     | Esterno  | Merenda              |  |  |  |
|    | Italia (bandiera)     | Esterno  | Riccardo Pardini     |  |  |  |
|    | Italia (bandiera)     | Esterno  | Giovanni Rucco       |  |  |  |
|    | Portogallo (bandiera) | Esterno  | Alexandre Serra      |  |  |  |
|    | Italia (bandiera)     | Esterno  | Fabrizio Villani     |  |  |  |

- Allenatore:  ?